# SpinMedia
SpinMedia (abans Buzz Media) va ser una editorial digital estatunidenca que tenia diversos llocs web de cultura popular, entre altres Spin, Stereogum, Vibe i The Frisky.
L'empresa la van fundar Anthony Batt (CEO), Marc Brown, Kevin Woolery i Steve Haldane amb el nom de Buzznet.
Batt i Brown van iniciar un blog el 1999, i el 2006 Buzznet tenia nou treballadors a la zona de Los Angeles, Califòrnia. Va canviar el nom a Buzz Media quan va començar a adquirir més blogs de cultura popular i música.
El 19 de març del 2009, l'empresa va anunciar que havia aconseguit un finançament de 12,5 milions de dòlars d'àngels inversors, entre altres d'empreses que ja hi havien invertit, com ara Anthem Ventures, New Enterprise Associates, Redpoint Ventures i Sutter Hill Ventures, a més de l'inversor nou Focus Ventures.
El juliol del 2012 va adquirir Spin Media, editora de la revista Spin.
Després de cancel·lar la versió en paper de la revista (cosa que va comportar reduir la plantilla a uns 200 treballadors) i de centrar-se en la publicitat, es va reanomenar SpinMedia el març del 2013.
A la mateixa època, Steve Hansen en va esdevenir executiu en cap.
L'abril del 2013 va adquirir la revista Vibe. El 2014, SpinMedia va declarar bancarrota i M/C Partners va esdevenir-ne el propietari principal.
El setembre del 2016, SpinMedia va vendre Buzznet, Idolator i PureVolume a l'empresa emergent Hive Media. El desembre del 2016, SpinMedia va tancar i es va vendre els llocs web musicals SPIN, Vibe, Stereogum i Death and Taxes a Prometheus Global Media i els llocs web sobre famosos Celebuzz, The Frisky i The Superficial a CPX Interactive.